# Magomed Džafarov
Magomed Radžabovič Džafarov (* 18. června 1976 Kirovaul, Sovětský svaz) je bývalý ruský zápasník–judista a sambista avarské národnosti.

## Sportovní kariéra
Připravoval se v Machačkale pod vedením Abduragima Eldarchanova. V ruské judistické reprezentaci se pohyboval od roku 1997 v pololehké váze do 66 kg, dlouho jako reprezentační dvojka za Islamem Macijevem. V roce 2003 se třetím místem na mistrovství světa v Osace kvalifikoval na olympijské hry v Athénách v roce 2004. Na olympijských hrách nestačil ve čtvrtfinále na pozdějšího vítěze Japonce Masata Učišibu. Sportovní kariéru ukončil v roce 2009. Věnuje se politické činnosti.

### Vítězství
- 1999 - 1x světový pohár (Mnichov, Minsk)
- 2005 - 1x světový pohár (Moskva)

## Výsledky
| Turnaj             | 1996 | 1997           | 1998           | 1999           | 2000           | 2001           | 2002           | 2003           | 2004           | 2005           | 2006           |
| Turnaj             | 20   | 21             | 22             | 23             | 24             | 25             | 26             | 27             | 28             | 29             | 30             |
| Turnaj             |      | pololehká váha | pololehká váha | pololehká váha | pololehká váha | pololehká váha | pololehká váha | pololehká váha | pololehká váha | pololehká váha | pololehká váha |
| ------------------ | ---- | -------------- | -------------- | -------------- | -------------- | -------------- | -------------- | -------------- | -------------- | -------------- | -------------- |
| Olympijské hry     | —    |                |                |                | —              |                |                |                | úč.            |                |                |
| Mistrovství světa  |      | 5.             |                | —              |                | —              |                | 3.             |                | úč.            |                |
| Mistrovství Evropy | —    | —              | —              | úč.            | —              | —              | —              | 5.             | —              | —              | úč.            |
| MS juniorů         | 2.   |                |                |                |                |                |                |                |                |                |                |
| ME juniorů         | —    |                |                |                |                |                |                |                |                |                |                |